# Julia Castelló
Julia Castelló (nascida em 16 de março de 1990) é uma nadadora paralímpica espanhola da classe S6. Representou a Espanha nos Jogos Paralímpicos de Verão de 2012 em Londres. Em 2009, no Campeonato Europeu de natação adaptada do IPC em Reykjavík, na Islândia, Sarai Gascón Moreno, Ana Rubio, Esther Morales e Julia conquistaram a medalha de bronze no revezamento 4x100 metros medley.